# Церковь Вознесения Господня (Самро)
Церковь Вознесения Господня или Вознесенская церковь — православный храм в деревне Самро, Лужского района Ленинградской области. Церковь построена в начале XX века.
Является памятником градостроительства и архитектуры.

## История и архитектура
Первые сведения о находившейся в деревне церкви относятся ко второй половине XVI века. Согласно справочнику «Земля Невская православная», церковь была деревянной, освящённой во имя Покрова Пресвятой Богородицы. Упоминание о ней впервые приводится в Писцовой книге 1576 года, а последнее сообщение относится к 1660 году.
Следующая церковь появилась здесь в 1737 году и была посвящена Воскресению Христову. Деревянный, однопрестольный, рубленный, на каменном фундаменте храм построили на средства прихожан. В 1750-х годах он пострадал в пожаре, позже был восставлен. С 1849 года при церкви открыли церковно-приходскую школу. Сам приход считался достаточно многочисленным и охватывал также соседние деревни Будилово, Вагошку, Извоз, Глиненку, Славянку, Горестицы, Замошье, Жог, Новоивановское, Мхи, Шимы. К концу XIX века деревянная церковь перестала удовлетворять потребностям прихода. Рядом с ней было решено воздвигнуть каменный храм.
Проект нового храма выполнил гражданский инженер С. И. Андреев в 1901 году. Строительство было окончено к 1909 году. Архитектура каменного храма в Самро была решена в национальном русском стиле. В соседней деревне Козья Гора практически в это же время В. А. Косяков, яркий представитель данного архитектурного стиля, строил Покровскую церковь. Однако, оба сооружения мало походят друг на друга, за исключением сочетания шатрового верха колокольни и шлемовидной церковной главки. Воскресенская церковь в Самро выглядит подчёркнуто монументально, благодаря объёмам колокольни и церковного барабана, напоминающих крепостные башни.
С освящением каменной церкви необходимость в старой деревянной отпала. В 1914 году её закрыли. В советское время, в начале 1930-х годов здание служило зернохранилищем, а в 1937—1938 годах было переделано под клуб. После Великой Отечественной войны церковь не использовалась. Её снесли в 1956—1957 годах.
Каменная церковь первоначально была закрыта в 1939 году, но возобновила работу в 1942—1957 годах. До начала 1990-х годов здание храма сохранялось в относительной целостности, пока в 1993 году здесь не случился сильный пожар, уничтоживший купольное перекрытие барабана, шатёр и главку колокольни. Внутри храма сохранились фрагменты фресок с изображением святого Марка и святого Луки.
В 2015 году в церкви возобновлены литургии. Начато восстановление храма.

## Галерея

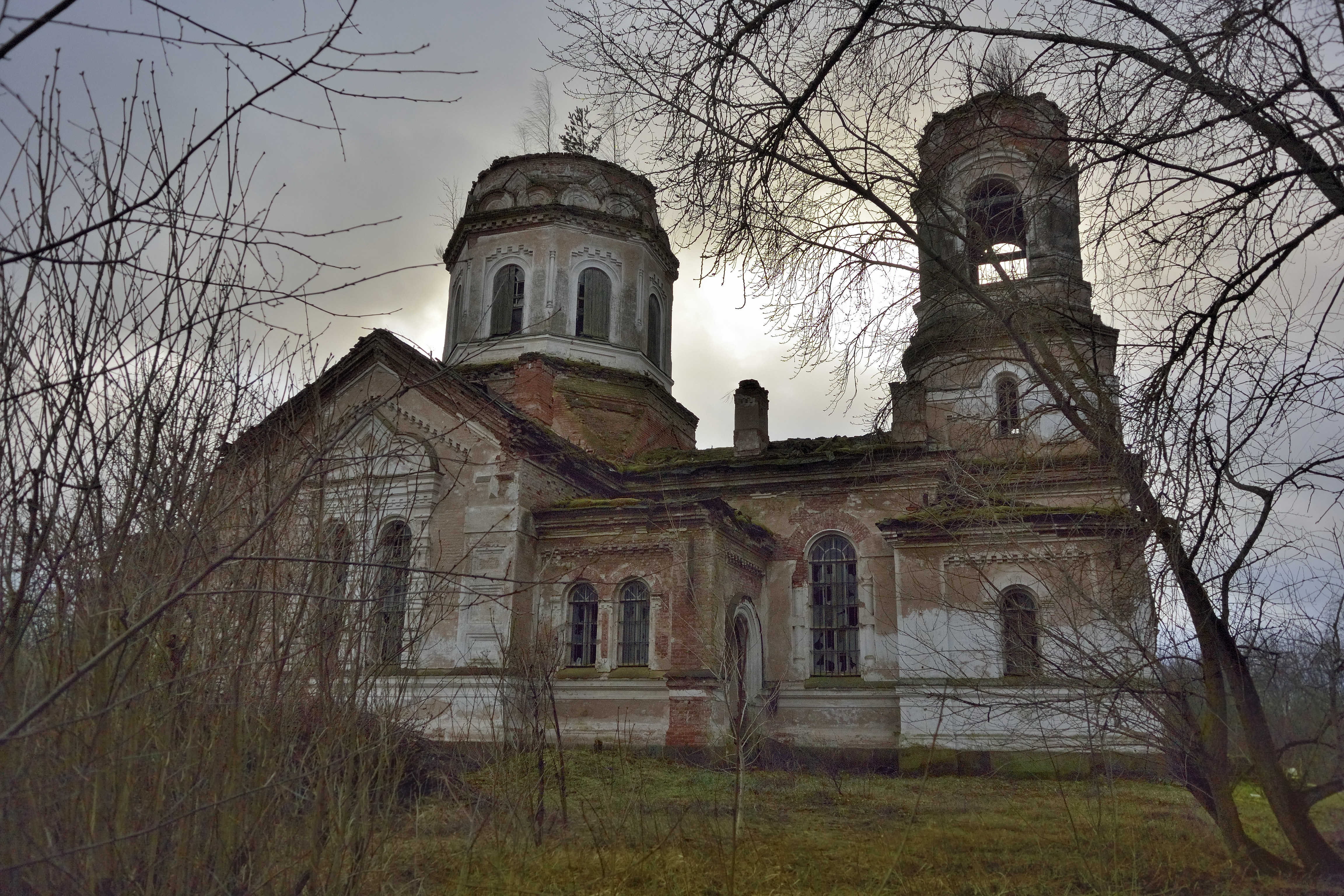
Вид на церковь снаружи
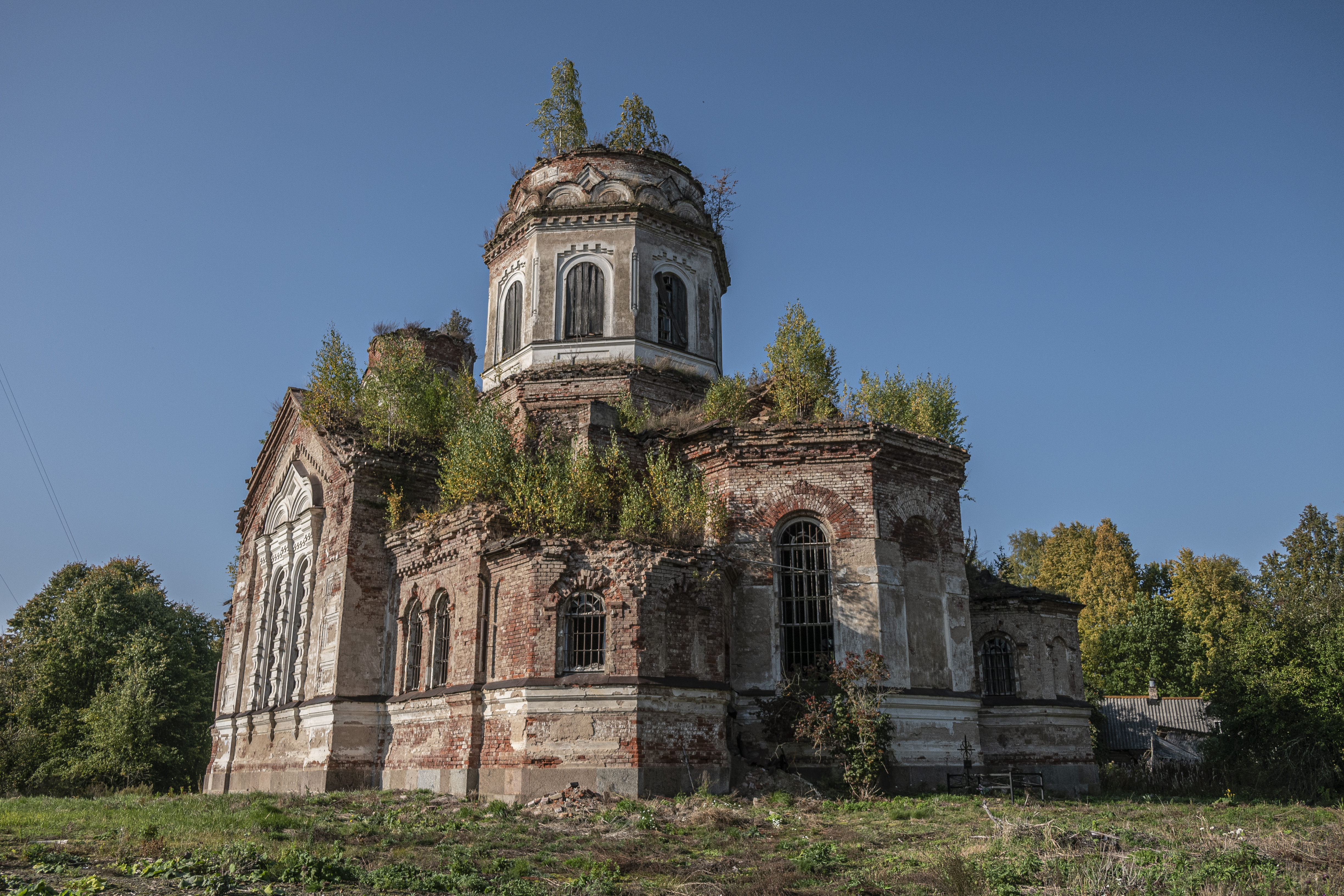
Вид на церковь снаружи
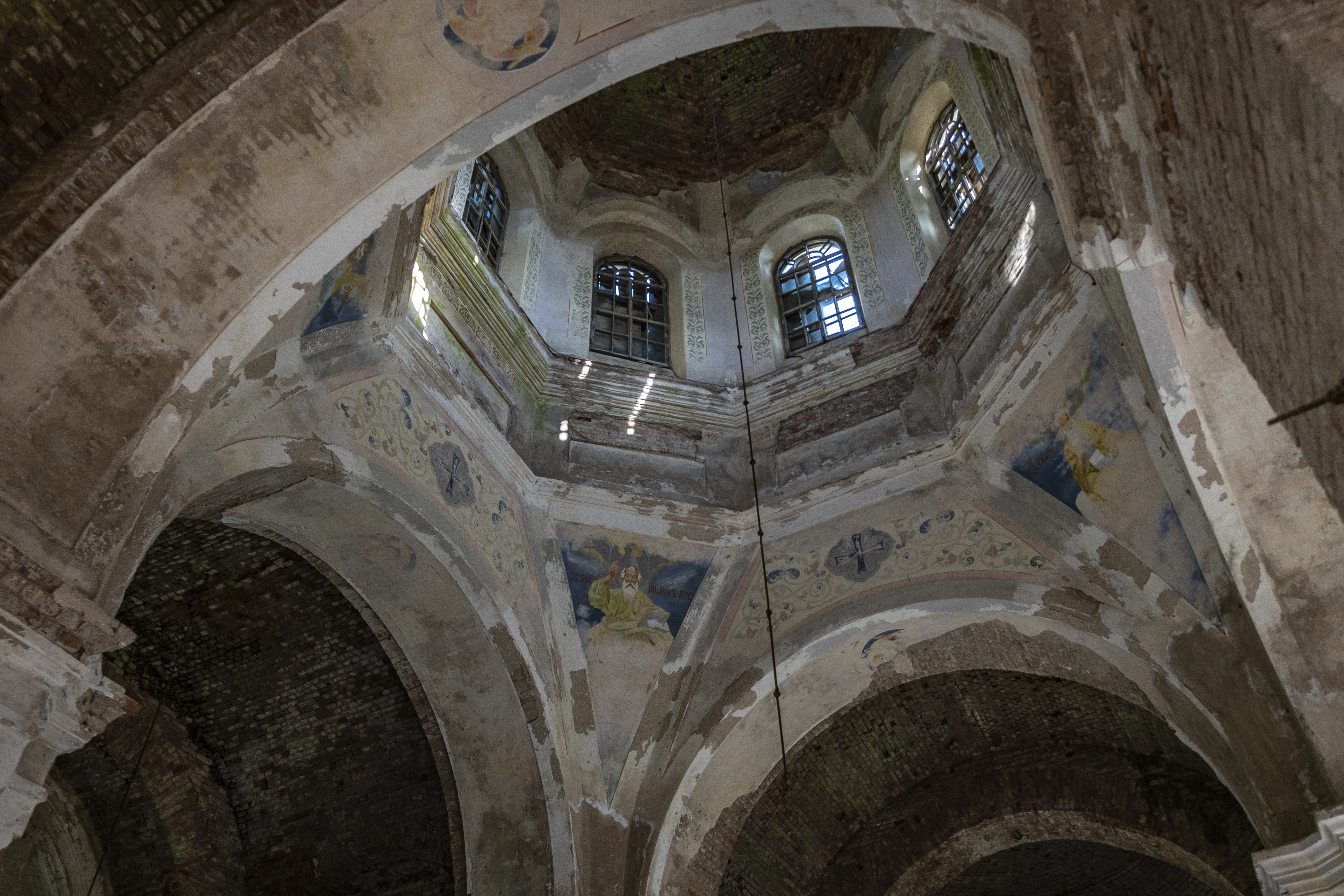
Роспись купола
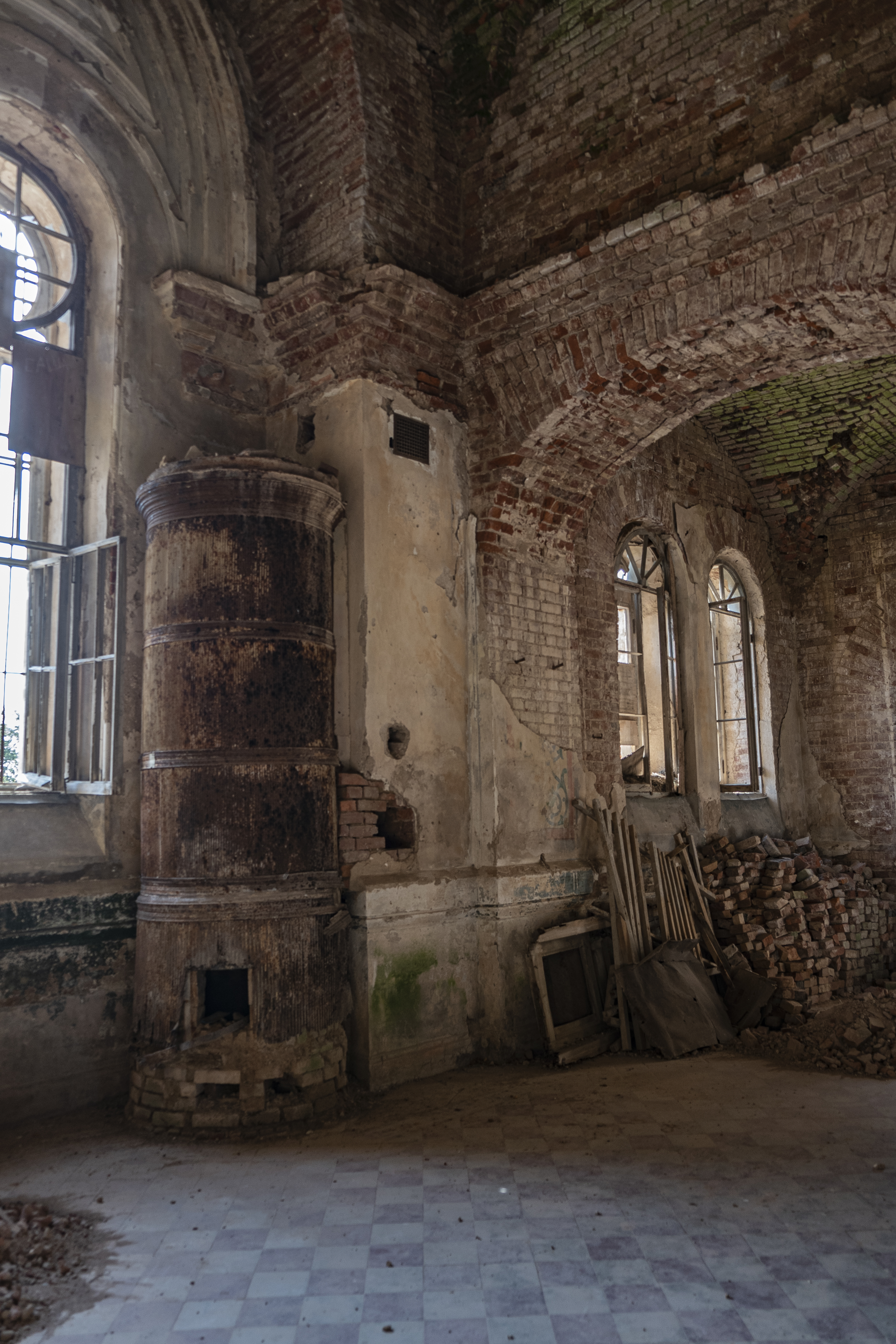
Печь внутри церкви